# Der junge Riese

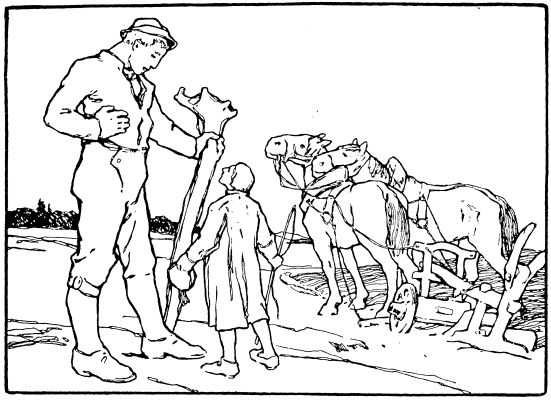
Illustration von Otto Ubbelohde, 1909

Der junge Riese ist ein Märchen (ATU 650A). Es steht in den Kinder- und Hausmärchen der Brüder Grimm an Stelle 90 (KHM 90). In der 1. Auflage lautete der Titel Von einem jungen Riesen.

## Inhalt
Ein Bauer nimmt seinen nur daumengroßen Sohn mit aufs Feld, weil er weint und mitwill. Dort holt ihn ein Riese, der säugt ihn an seiner Brust, bis er Bäume ausreißen kann. Als der junge Riese heimkommt, erschrecken seine Eltern vor ihm. Er pflügt viel besser als sein Vater, doch sie können ihn nicht satt machen und ihm keinen Eisenstock beschaffen, den er nicht zerbricht. Er lässt sich bei einem Schmied anstellen ohne Lohn, dafür will er ihm am Lohntag zwei Schläge geben. Weil er aber das Eisen auseinander und den Amboss in den Boden haut, wird er gleich entlassen, schlägt den Schmied nur einmal über den Heuhaufen und geht mit dem dicksten Eisenstab als Stock weiter. Er wird Großknecht bei einem Amtmann, geizig wie der Schmied, dem er auch nur alle Jahre drei Streiche geben will. Zum Holzfällen steht er zwei Stunden nach den anderen auf, isst in Ruhe und ist doch schneller als alle. Nach einem Jahr will sich der Amtmann um die Schläge drücken, erbittet Bedenkzeit und schickt ihn erst den Brunnen säubern, wo man ihm einen Mühlstein auf den Kopf fallen lässt, dann in einer verwunschenen Mühle Korn mahlen. Dort speist er mit Unsichtbaren an einer Tafel. Dann ohrfeigen sie ihn im Dunkeln, aber er schlägt immer zurück, bis zum Morgen. So wird die Mühle erlöst. Dann tritt er den feigen Amtmann und seine Frau, dass sie durchs Fenster in die Luft fliegen.

## Erzähltypologische Einordnung

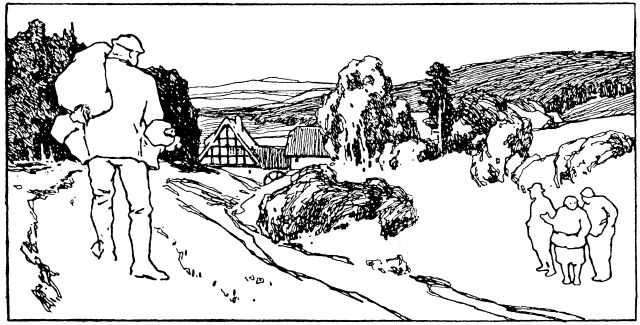
Illustration von Otto Ubbelohde, 1909

Der junge Riese entspricht dem Erzähltyp vom starken Hans (AaTh 650A), der in Nordeuropa besonders beliebt, aber bis China und Afrika belegt ist. Die früheste Aufzeichnung stammt aus Schweden Anfang des 18. Jahrhunderts. Älter sind natürlich Heldensagen von Herakles, Siegfried, Beowulf, Ilja Muromez (oder Cú Chulainn). In Grimms Märchen gibt es noch KHM 166 Der starke Hans. In vielen Varianten ist er ein Bärensohn oder aus Eisen o. ä. geschmiedet (vgl. KHM 136 Der Eisenhans), aber auch oft Muttersöhnchen, das lang gestillt wird. Sein Schicksal endet meist irgendwo in der Welt, selten gut. Sein tumber Kampf mit reichen Meistern hat oft sozialkritische Züge.
Walter Scherf bemerkt, wie trotz offensichtlicher Bezüge zu Heldensagen und heutiger Einordnung als Zaubermärchen die Handlung bei AaTh 650 A Starker Hans zu einer Kette schwankhafter Begegnungen verkommt: „Selbstfindung und Konfliktverarbeitung brechen bereits mit der Eingangsmotivik ab.“ So kann der Held zuletzt nur seine Eisenstange nehmen und weiterwandern oder im englischen Tom Hickathrift mit einem Gleichrangigen Bruderschaft schließen. Anders ist es in Bärensohn-Märchen wie Peter Bär in Carl und Theodor Colshorns Märchen und Sagen, Nr. 5.

## Grimms Anmerkung
Grimms Anmerkung vergleicht das Märchen „aus der Leinegegend“ (wohl von Georg August Friedrich Goldmann) mit Siegfried, Thor und anderen Sagen von Riesen und Helden, die bei Riesen oder Zwergen erzogen und gesäugt werden: Tschurilo aus Fürst Wladimirs Tafelrunde, der persische Guschtasp und Rustem, der böhmische Scharmack, Thorgil aus der Floamannasage, KHM 92 Der König vom goldenen Berg. Das Märchen zeigt die Nähe solcher Heldengestalten zu Eulenspiegel. Der finnische Rieseneulenspiegel Kalffi verbrennt des Schmieds Kind mit der Wiege, lässt Bären und Wölfe das Vieh fressen, macht aus den Knochen Blashörner und treibt die Wölfe heim. Ähnliche Streiche spielt der nordische Grettir, Florens im Octavian verschleudert dem Clemens die Ochsen. Grimms analysieren, dass sich das Heldenmäßige hier in Jugendrohheit und Missachtung des normalen Menschenlebens äußert.
Kürdchen Bingeling in einer „Erzählung aus Hessen“ (wohl von Johann Werner Henschels Schwester Sophie Franziska) wurde sieben Jahre gesäugt, ist riesig, gefräßig und ungezogen. Als man ihn töten will, flieht er, indem er hinter sich den Weg versperrt, dann in einen Brunnen. Man bewirft ihn mit Mühlstein und Kirchenglocke, aber er ruft: „Ach, was hab ich einen schönen Dütenkragen!“ und „Ach, was eine schöne Bingelmütze!“ Der starke Hans von Mezel haut einem Schmied den Amboss in den Boden, reißt Eichen aus, schmeißt mit Pferdewagen und besiegt den Teufel im Weitwurf. In einer „Erzählung aus Zwehrn“ (also wohl von Dorothea Viehmann) besiegt er in der Mühle Katzen und Gespenster. In einer Magdeburger Erzählung dient er der Hölle, lässt alle Seelen heraus und wird entlassen. In einer Jütländer Version verspricht ihm sein Herr seine Tochter, wenn er ihren Ring aus dem Brunnen holt, wieder fällt ihm der Mühlstein um den Hals, später lässt er die Teufel in der Hölle für sich mahlen.
Grimms nennen u. a. noch Pröhles Märchen für die Jugend Nr. 29, Kuhn und Schwarz Nr. 18, Wuk Nr. 1.

## Vergleiche
- Bäume ausreißen: KHM 20 Das tapfere Schneiderlein, KHM 71 Sechse kommen durch die ganze Welt
- Mühlstein: KHM 47 Von dem Machandelboom
- Spukhaus: KHM 4 Märchen von einem, der auszog das Fürchten zu lernen, KHM 33 Die drei Sprachen, KHM 62 Die Bienenkönigin, KHM 81 Bruder Lustig, KHM 91 Dat Erdmänneken, KHM 92 Der König vom goldenen Berg, KHM 121 Der Königssohn, der sich vor nichts fürchtet, KHM 137 De drei schwatten Prinzessinnen, KHM 197 Die Kristallkugel
- Däumling: KHM 37 Daumesdick, KHM 45 Daumerlings Wanderschaft; Selma Lagerlöfs Nils Holgersson
- Ludwig Bechsteins Der kleine Däumling, Der starke Gottlieb, Johann Wilhelm Wolfs Das treue Füllchen, Ulrich Jahns Volksmärchen aus Pommern und Rügen Nr. 17 Der starke Jochem, Nr. 18 Das Wolfskind, Nr. 19 Das Männchen Sonderbar, Nr. 20 Der gehörnte Siegfried, Nr. 21 Der Bärensohn

## Parodie
In Janoschs Parodie tut der Däumling vergeblich alles, dem Vater zu helfen, wird schließlich zum Riesen, das ist auch nicht recht, da wandert er fort. In einer weiteren ist er erst zu groß und macht daheim alles kaputt, er geht zu einer Maus in die Lehre und wird klein wie ein Daumen, da verlacht ihn seine Geliebte.